# 1061
1061 (MLXI) je bilo navadno leto, ki se je po julijanskem koledarju začelo na ponedeljek.

## Dogodki
- 1. oktober - Umrlega papeža Nikolaja II. nasledi Aleksander II., 156. papež po seznamu.[1] Ker se o izbiri novega papeža kardinali-škofje niso posvetovali z rimsko nemškim cesarjem oz. regentko Nežo Poitiersko, niti s tamkajšnjimi škofi, je za protipapeža iz cesarskih krogov izvoljen Honorij II.,[2] ki pa se mu ne uspe uveljaviti. Enako je užaljeni rimsko plemstvo. Za razliko od desetih prejšnjih papežev, je bil Aleksandrov pontifikat razmeroma dolg - dvanajst let. V odnosu do Rimsko-nemškega cesarstva je vodil samostojno politiko ter nadaljeval z začrtanimi clunyjskimi reformami. 1062 ↔
- Normandijski menih Robert de Grandmesnil zaradi spora z normandijskim vojvodo Viljemom II. skupaj s svojimi privrženci poišče zaščito papeža v Italiji. Istega leta se ustali med Normani v južni Italiji.
- Normani pod vodstvom bratov Roberta in Rogerja Guiscarda zasedejo mesto Messina na Siciliji.
- Umrlega touluškega grofa Ponsa nasledi sin Vilijem IV.
- Začetek gradnje Katedrale v Speyerju.
- Vratislav II. postane češki vojvoda.
- Almoravide, ki so v tem času nadzirali približno današnji Maroko, začne voditi sultan Jusuf ibn Tašfin.

## Rojstva
Neznan datum
- Ida Wettinska, češka vojvodinja (* okoli 1031)
- Roger Borsa, vojvoda Apulije († 1111)
- Vujašu - poglavar džurčenskega plemena Vanjan († 1113)

## Smrti
- 28. januar - Spytihněv II., češki vojvoda (* 1031)
- 5. maj - Humbert iz Moyenmoutiera, papeški odposlanec, teolog (* 1006)
- 27. julij - papež Nikolaj II. (* 995)

Neznan datum
- Abu Said Gardezi, perzijski geograf in zgodovinar
- Izak I. Komnen, bizantinski cesar (* 1005)
- Konrad III., koroški vojvoda, veronski mejni grof
- Pons Touluški, grof Toulouseja